# 斯潘塞 (麻薩諸塞州普查規定居民點)
斯潘塞（英語：Spencer）是位於美國麻薩諸塞州烏斯特縣的一個普查規定居民點。

## 人口
根據2020年美國人口普查的數據，斯潘塞的面積為5.43平方千米，當中陸地面積為5.46平方千米，而水域面積為0.16平方千米。當地共有人口5810人，而人口密度為每平方千米1,069.98人。